# アムラー
アムラーとは、日本の歌手・安室奈美恵を模倣したファッションする人をいう。現在は、安室奈美恵のファン名称として使われている。

## 概説
呼称は、安室に英語風接尾辞の「-er」をつけたもの。
1995年に現れ、1996年をピークに女性の間で流行し、同年の「新語・流行語大賞」のトップテン入賞も果たした。
ミニスカート・厚底ブーツ・ロングヘアに茶髪・剃り落とした後に描いたような極端な細眉が特徴で、日焼けサロンなどで焼いた浅黒い肌も好まれた。
1970年代のファッションが復活し、サーファーのようなゆったりとした形式など、ファッションが多様化していく最初の時期でもある。アムラーの場合、1970年代に流行したブーツを取り入れ、茶髪にシャギーを入れた髪型、ブラックやブラウンなど、シャドー系のメイクが流行した。小さなTシャツやミニスカートなどはLAファッションと呼ばれ、当時の10代の女性のファッションとして定着していく。
2020年秋冬前後より、かつての流行りとなっていたニーハイといった厚底ブーツやルーズソックスが再び流行し始めたものの、当時はコロナ禍の最中であり、ステイホームや不要不急の外出制限などが叫ばれていた時期だったため、大きな流行のうねりにはならなかった。コロナ禍が沈静化した2022年後半以降は、Y2Kファッション（2000年代の流行を取り入れたファッション）の再燃による影響もあってか、かつてのアムラー世代であった就職氷河期・プレッシャー世代（1977年〜85年産まれ）の子供世代にあたる後期Z世代及び初期α世代（2005年〜2014年産まれ）が真似る現象が起きている。

### 名前の由来
- 女子高生に向けたファッション雑誌『プチセブン』の1996年3月1日号で「アムラー」という言葉が最初に登場していた。
  - その時期には10代の間で安室奈美恵に似せたファッションが流行っていたが雑誌に載せるには「安室奈美恵スタイル」というタイトル名では長すぎるため「アムラー」を思いついたと同誌編集長の桶田哲男は述べている[4]。

## 〜ラー
「アムラー」登場前
シャネラー（シャネルブランドを愛好する人々）という言葉があった。関西の一部の女子大生が用いており、雑誌『JJ』（1994年8月号など）が取り上げて全国に広まったという説がある。このほか、渋カジにおいて、渋谷界隈のショップ名＋erでその顧客を表現する用法もあったという（バックドロッパー、レッドウッダーなど）。
「アムラー」登場後
有名人のファッションや雰囲気に憧れて、それを取り入れる人々を表現する、ハマダー（浜田雅功）、シノラー（篠原ともえ）、カハラー（華原朋美）などの言葉が続々と生まれた。また、ら行で終わらない対象に対しても、一律に「ラー」を付けるものもあった。例えばナオラー（飯島直子）、パフィラー（PUFFY）、トモラー（山口智子）、マツラー（松たか子）など。なお、一時的にアユラー（浜崎あゆみ）も存在していた（現・愛称はayu=アユ）。
その後、マヨラー（マヨネーズ）、ムジラー(無印良品)、ゴリラー(ゴリラ)など、ファッション以外にも広がった。